# 鄭虔

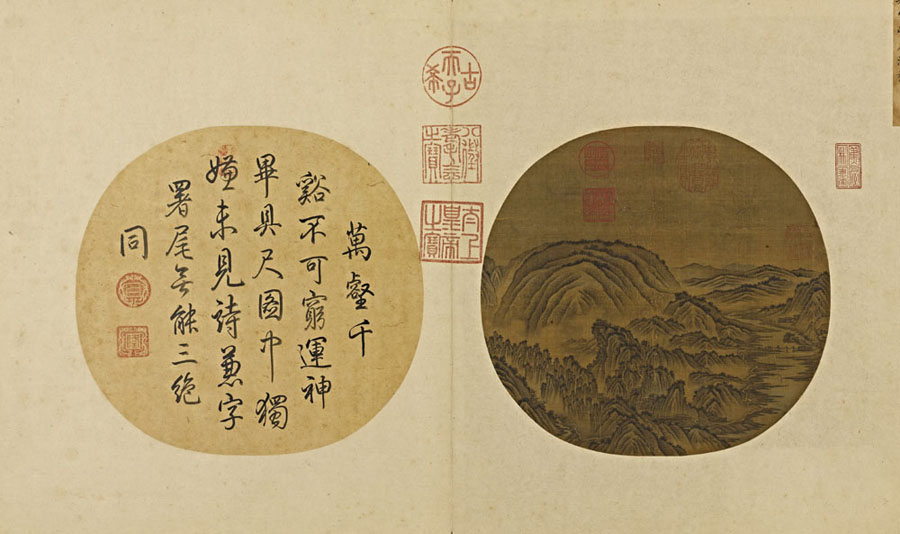
《峻嶺溪橋圖》，鄭虔，遼寧省博物舘藏

鄭虔（691年—759年10月15日），字趨庭，一說字若齊、弱齊:164，鄭州滎澤縣（今河南省鄭州市滎陽市）人，唐朝著名詩人、畫家、書法家，與李白、杜甫交遊。曾任「廣文館博士」，「台州司戶參軍」，人稱鄭廣文、鄭台州，是台州教育啟蒙人。

## 生平
鄭虔出自滎陽鄭氏北祖第六房，武周天授二年（691年）出生，二十歲左右進士及第，困居長安慈恩寺，見寺內有柿葉幾屋，乃借住僧房，日取紅葉肄書。日子一久，竟把幾屋柿葉練完，終成名家。
唐玄宗天寶初年，曾任協律郎，為宮廷文藝總官。唐玄宗欣賞其才學，曾與其《滄州圖》後題“鄭虔三絕”四字，還任鄭虔為廣文館博士，時人稱“鄭廣文”。他為官清貧，杜甫說他“才名四十年，坐客寒無氈”:164。
安史之亂爆發，鄭虔與一群京官被安祿山軍隊劫持，驅往洛陽。安祿山授鄭虔為水部郎中，鄭虔乃託病拒就任，並密函告知唐肅宗，以表忠心。後安史之亂被平定，鄭虔卻以三等罪與張璪、王維並囚於宣陽原楊國忠舊宅。鄭虔等三人擅長繪畫，崔圓命他們在書齋中做壁畫，鄭虔等懼死刑，極力求救於崔圓，“故運思精深，頗極能事”，終於被免死罪。至德二年（757年）被貶為台州司戶參軍，乾元二年九月二十日（759年10月15日）卒於台州官舍。
鄭虔長於地理，著有《天寶軍防錄》、《胡本草》、《薈蕞》等書，台州人為紀念緬懷鄭虔教化啟蒙之功，在台州臨海縣建有鄭廣文祠。現臨海市內的“廣文路”“鄭虔街”都是以他命名。

## 家庭

### 曾祖父
- 郑道瑗，隋朝朗州司法参军[1]

### 祖父
- 郑怀节，唐朝澧州司马，追赠卫州刺史[1]

### 父亲
- 郑镜思，唐朝秘书郎，追赠主客郎中、秘书监[1]

### 夫人
- 琅邪王氏，唐朝凤阁侍郎、平章事王方庆孙女，侍御史王晙之女[1]

### 儿子
- 郑元老，名忠佐，字元老[1]
- 郑野老[1]
- 郑魏老[1]